# Château de Madic
Le château de Madic désigne à la fois les ruines d'un château exceptionnellement luxueux bâti sur la commune de Madic dans le Cantal, qui appartenait à une branche de la famille de Chabannes, et un château moderne construit à proximité au début du XIXe siècle.

## Description
Le château féodal se situe sur une butte qui domine le village de Madic au sud et la vallée de la Dordogne au nord.
Les vestiges que l'on peut observer aujourd'hui sont ceux de l'ancienne forteresse construite entre 1469 et 1480 par le gouverneur et sénéchal du Limousin, Gilbert de Chabannes. Sur les soubassements de l'ancien château médiéval de plan rectangulaire et ne conservant que la tour Saint-Yves (qui ne s'écroula qu'une trentaine d'années avant la Révolution), Gilbert de Chabannes fait ériger de puissantes murailles flanquées à chaque angle de grandes tours circulaires.
C'était une véritable forteresse avec d'énormes tours dont les murs avaient plus de 3 mètres d'épaisseur, des embrasures y étaient ménagées pour permettre de les garnir de canons. C'est par un pont-levis jeté sur le fossé qu'on avait accès à cette forteresse.

### Tapisseries
Série de neuf tapisseries qui représentaient les Neuf Preux.

### Chapelle
Chapelle castrale dédiée à Notre-Dame de Montserat.

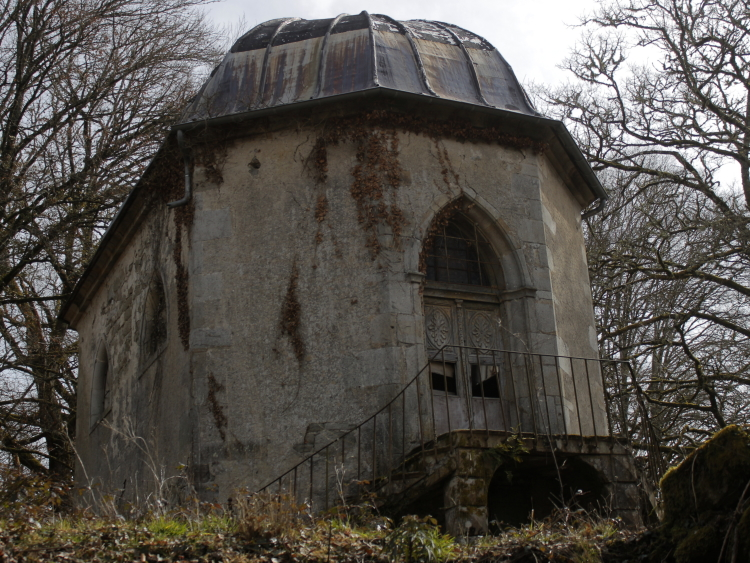
La chapelle de Notre-Dame de Montserat.

## Historique

### Famille de Madic
Il a existé une famille de Madic. 

### Famille de Chabannes
Le fief entre dans la Famille de Chabannes par le mariage de Gaillarde, fille de Géraud de Madic, avec Hugues de Chabannes, coseigneur de Charlus, qui est tué en 1415 à Azincourt.
C'est Gilbert de Chabannes, gouverneur très fortuné, qui fit reconstruire le château entre 1469 et 1480, utilisant pour diriger les travaux son homme d'affaires Blandin Bompart, Blandin Bompart, seigneur d'Auzers, ce qui vaudra à ce dernier d'être dispensé du ban en 1470 par Louis XI.
Joachim de Chabannes naquit à Mazic en 1502. Il fit sculpter les armes de la maison de Foix avec celles des Stuart, des Médicis, de Bourbon-Vendôme et de la Tour d'Auvergne. Il était aussi seigneur en Auvergne et Mimousin de Tinières, de Charlus, d'Aurières, de la Roche-Marcalam.

### Bien national
Le 10 juillet 1794, le site du château de Madic a été vendu en 32 lots comme bien d'émigré. De retour de l'émigration en 1802, Jean-Frédéric de Chabannes est parvenu à racheter 31 lots, mais le dernier était à un nommé Verneghol qui ne voulut rien savoir. Il revendit donc les 31 lots à un marchand de biens, qui dut récupérer le 32e lot et l'a revendu à Antoine Gilbert.

## Liste des seigneurs de Madic
- Géraud Ier de Madic (1325-)
- Jacques Ier de Chabannes (1395-1453)
- 1543 : Gilbert de Chabannes 1439-1493) et en 1469 à Françoise de La roche, fille de Bertrand de La Tour d'Auvergne et de Louise de La Trémoïlle
- 1493 : Jean de Chabannes (1470-1539) et en 1495 Françoise fille d'Antoine de Blanquefort et de Jeanne de Layre. Maréchal, son fils est tué à la Bataille de Pavie.
- 1539 : Joachim de Chabannes (Madic 1502-1559) et 1°) en 1523 Péronnelle de Ventadour, fille de Gilbert de Lévis et de Jacqueline Dumas 2°) en 1526 Louise de Pompadour, fille d'Antoine hélie et de catherine de La Tour d'Oliergues 3°) en 1533 Catherine de Larochefoucault, fille de François et de Barbe d'Esquerde 4°) 1547 Charlotte de Vienne, gouverneur des enfants de France, fille de gérard de Vienne et de Bénigne de Dinteville. Il était d'abord gentilhomme de la Chambre d'Henri II, puis servit Catherine de Médicis, ensuite sénéchal de Toulouse.
- 1547 : Jean II, tué à la bataille de Renty, et en 1547 avec Françoise de Curton, fille de Jacques de Beaufort-Canillac et Charlotte de Vienne-Curton
- 1554 : François de Chabannes (1535-1604) et en 1561 Renée du Prat, petite fille du chancelier Antoine Duprat. En 1584, Catherine de Médicis lui vend la chatellenie de Saint-Christophe-les-Gorges et le fief d'Albanie à Riom-ès-Montagne
- 1604 : Jean-Charles de Chabannes (1569-1655)
- 1655 : Christophe de Chabannes (1611-1676 à Madic)
- 1655 : Henri de Chabannes (1653-1714) et en 1680 Gabrielle de Montlezun et 2°) en 1709 Catherine d'Escorailles, sœur de Marie Angélique de Fontanges
- 1676 : Jean Baptiste de Chabannes (1688-1772) et en 1731 Claire de Roquefeuil, fille de Louis, marquis du Bousquet,
- 1722 :  Jacques Charles de Chabannes (Madic 1737-1780) et en 1739 Marie-Elisabeth de Grignols, fille de Daniel et d'Elisabeth Chamillard
- 1780-1791 : Jean Frédéric de Chabannes (1762-1836) et en 1782 Marie-Joséphine de Voyer d'Argenson, puis en 1787 Anne van Lennep